# Zeunt
Zeunt is een Belgisch bier. Het wordt gebrouwen door De Proefbrouwerij te Lochristi voor het Zeuntcomité uit Geel.

## Achtergrond
Het Sint-Dimpnacomité van Geel organiseert om de 5 jaar een Sint-Dimpnaommegang. Hierin wordt de legende van Sint Dimpna, de patroonheilige van de stad Geel, onder de aandacht gebracht. In 1999 werd aan hobbybrouwer Jul Molenberghs gevraagd om voor de ommegang van 2000 een promotiebier te maken. Zo verscheen Zeunt voor het eerst in 2000. Jul Molenberghs maakte in zijn huisbrouwerij “De Vliet” een aantal brouwsels en liet het Sint-Dimpnacomité kiezen. In 2005 werd het bier opnieuw gebrouwen en sindsdien is het vast verkrijgbaar. In 2005 werd ook het Zeuntcomité opgericht, een samenwerking tussen stadsbestuur, handelaars, verenigingen en burgers. Er werden nog meer Zeunt-producten op de markt gebracht.
De naam van het bier was een idee van Hubert Vermeulen van het Sint-Dimpnacomité. Zeunt is dialect voor zonde, in de betekenis van ’t is zeunt, ’is zonde, ’t is jammer. Hiermee wordt verwezen naar de jammerlijke onthoofding van Sint Dimpna door haar vader. Dit staat dan ook afgebeeld op het etiket van het bier.
Zeunt wordt door de stad Geel gepromoot als streekbier.

## Het bier
Zeunt is een blond bier van hoge gisting en nagisting in de fles, met een alcoholpercentage van 7%.